# Мађарска рацка овца
Мађарска рацка овца (мађ. Magyar racka juh, лат. Ovis aries strepsiceros Hortobágyiensis), је стара сорта виторогих оваца, која је дошла на просторе Карпата и Панонске низије заједно са Мађарима у 9. веку.
Дуго је ова сорта доминирала овим просторима, у данашње време су је потиснуле остале врсте и представља тек 5% укупног сточног фонда оваца.

## Историја
Прародитељ ове врсте је Аркал (Ovis vignei var. arkal), једина дивља овца са великим телом и дугим репом. Живела је на просторима југозападне Азије где је било развијено доместификовање оваца.
По подацима из истраживања Шандора Бекењија (Bökönyi Sándor), потврђује се да је ова врста стигла на просторе Панонске низије током велике сеобе народа, али нигде нема категоричне потврде са којом је тачно групацијом или групацијама. Једна од индикација је да су стари Мађари једино ову врсту звали овцом (juh). Друга индикација о пореклу ове врсте је и истраживање Јаноша Матолчија (Matolcsi János), по коме је овца која је дошла са Мађарима имала увијене равне и дуге рогове. Први писани документи потичу из периода 16 и 17. века.
Током историјског периода на данашњим просторима Панонске низије се одвијала веома жива трговина, што живим овцама, што овчијом кожом или самом вуном. Први извори потичу из 1225. године. Највише, по сачуваним подацима, је извезено са ових простора, 1737. године, укупно 124.129 комада. У 19. веку примат су полако почињале да преузимају врсте које су биле богатије вуном, тако да је већ по подацима из 1903. године ова врста почела да се сматра угроженом. После Другог светског рата ова, Рацка, врста се могла у већем броју наћи једино у околини Хортобађа, одакле и потиче и назив Хортобађка рацка овца (hortobágyi racka juh).
„Мађарско одгајивачко друштво Рацкаовца“ (Magyar Rackajuh-tenyésztő Egyesület) је основано 1983, и њен циљ је очување рацка врсте и формирање генетичке банке.

## Изглед и особине
Особеност ове врсте је V облик рогова који је вишеструко уврнут око своје осе. Ово је вероватно добијено вишеструком дугогодишњом селекцијом више подврста.
Рацка овца је овца средње величине.
- Овнови су високи до 72cm и тешки између 55 и 75kg. Рогови им достижу дужину од 50cm и иду у спиралу од 90-110°
- Овце су високе до 66cm и тешке између 35 и 45kg. Рогови им достижу дужину од 30cm и иду у спиралу од 50-60°.

Вуна рацка овце је веома груба, дебљине је између 0,12 и 0,20 милиметара и дужине између 25-30cm. Боја крзна је двојака, црна која је ређа и бела. Вуна рацка овце није на великој цени, сада је само традиционална и од ње се још масовно прави само традиционална пастирска шубара.
Месо ове врсте је веома богато, доброг квалитета, укусно и има веома мало лоја у односу на остале модерне врсте оваца. једини недостатак је да по јединки има веома мало меса, тако да су нове врсте издашније. Млечност је мало боља и после одвајања младих даје и до 60l. Млеко се после прерађује, најчешће у сир.

## Узгој данас
Данас се рацка овца узгаја ради одржавања генетичке чистоће врсте. Такође ове врсте има много и у националним парковима као туристичка атракција. Ова врста је у Мађарској под заштитом државе и сматра се угроженом врстом.